# Eusebius av Vercelli
Eusebius av Vercelli, född 283 på Sardinien, död 1 augusti 371 i Vercelli, var Vercellis förste biskop och en stark motståndare mot arianismen. Eusebius vördas som helgon inom Romersk-katolska kyrkan och hans helgondag firas den 2 augusti.

## Biografi
Eusebius var präst i Rom, innan han 340 utsågs till biskop av Vercelli. Han biskopsvigdes av påven Julius I den 15 december samma år. Som biskop förordade han att stiftets präster skulle leva i kommuniteter för att kunna stödja varandra.
Eusebius försvarade den rättrogna katolska läran gentemot den heretiska arianismen, och blev för detta under flera år fängslad då arianerna fått övertaget vid en synod i Norditalien. Efter att ha frisläppts fortsatte han att försvara konciliebesluten från Nicaea och återställa den rätta katolska tron i Norditalien.
Eusebius avled i Vercelli den 1 augusti 371. Han kan ha lidit martyrdöden genom att bli dödad av arianer, men denna uppgift är mycket osäker.